# Caspar Wessel
Caspar Wessel (Jonsrud (Vestby), 8 juni 1745 - Kopenhagen, 25 maart 1818) was een Noors landmeter en wiskundige. 

## Levensloop
Een van zijn broers was de schrijver Johan Herman Wessel. Zijn achteroom was een bekende oorlogsheld Peter Wessel Tordenskjold. 

## Wiskundig werk
Wessel werkte een groot deel van zijn leven als landmeter. De wiskundige aspecten van zijn werk inspireerden hem de meetkundige betekenis van complexe getallen te onderzoeken. Reeds in 1787 duikt het idee van een geometrische interpretatie van complexe getallen voor het eerst in zijn werk op, maar hij kwam hier pas mee naar buiten op 10 maart 1797, tijdens een voordracht voor de Koninklijke Deense Academie van Wetenschappen. Dit werk werd in 1799 gepubliceerd onder de titel "Om directionens analytiske betegnelse". Mede omdat hij in het Deens schreef, nam de wiskundige gemeenschap weinig tot geen notitie van zijn werk. Wessels artikel werd in 1895 herontdekt door Juel en nog in hetzelfde jaar opnieuw uitgegeven door Sophus Lie.  
Het idee van een meetkundige interpretatie van complexe getallen werd onafhankelijk van Wessel ook door Argand en Gauss uitgewerkt. Caspar Wessel was echter de eerste die over dit onderwerp publiceerde.